# Чуваське плато
Чува́ське плато (рос. Чувашское плато) — ерозійно-денудаційна рівнина на правобережжі Волги у Середньому Поволжі. Розташована у межах республік Марій Ел, Чувашії і Татарстану і є північно-східною частиною Приволзької височини.
Плато розкинулось уздовж правобережжя Волги, в межиріччі річок Сура на заході та Свіяга на сході. На півночі рівнина обмежена крутими корінними берегам Волги, на півдні плато звужується долинами Сури та Свіяги, і вже на території Ульяновської області плавно підвищується в бік центральної частини Приволзької височини. На півдні умовною межею Чуваського плато є долини річок Бездна (притока Сури) та Карла (притока Свіяги).
Плато характеризується сильною порізаністю річковими долинами та яружно-балковою мережею, яка найбільшого розвитку набула в північно-західній частині. Чим далі від берегів Волги на південь, тим схили ярів та балок стають пологішими, поступово видовжуються, вододіли розширюються.
На півночі річка Волга підмиває схили плато, вимиваючи і утворюючи так звані «гори». У деяких з них спостерігаються розвиток карстових процесів, тут утворюються досить значні печери.
Висота плато в середньому 175—215 м, максимально піднімається до 267 м (на схід від села Старі Айбесі). Схили ярів та балок вкриті широколистими лісами.